# Michela Malpangotto
Michela Malpangotto est une historienne des sciences spécialiste de l’histoire de l’astronomie et des mathématiques ainsi que de leurs interactions avec l'humanisme. Mathématicienne de formation, elle travaille comme directrice de recherche au Centre national de la recherche scientifique (CNRS) étant membre du Centre Jean Pépin à l'École normale supérieure.

## Biographie
Laureata en mathématiques à l’Université de Gênes en 2002, avec une thèse intitulée La trasmissione delle Sferiche di Teodosio dall’Antichità al Seicento sous la direction d’Antonio Carlo Garibaldi, Michela Malpangotto se spécialise dans l’histoire des sciences, notamment de l’astronomie et des mathématiques, pendant son doctorat effectué au Seminario di Soria della Scienza de l’Université de Bari (avec bourse européenne). Ici elle élabore sa thèse Regiomontano e il rinnovamento del sapere matematico e astronomico nel Quattrocento sous la direction de Carlo Maccagni.
En 2007 Michela Malpangotto est recrutée comme chercheuse au CNRS (section 35). Elle a obtenu l’Habilitation à diriger des recherches en 2016 à l’Observatoire de Paris.
Elle devient directrice de recherche au CNRS en 2018.
De 2013 à 2020 elle dirige le pôle Histoire de l’astronomie du SYRTE à l’Observatoire de Paris et de 2015 à 2020 elle a été Adjointe au directeur du SYRTE pour l’Histoire des sciences.
Actuellement elle est membre du Centre Jean Pépin et travaille à l’Ecole Normale Supérieure de la rue d’Ulm à Paris.
En 2017 elle devient membre fondateur de l’International Society for Science and Civilization on the Silk Road.
Michela Malpangotto occupe de nombreuses charges administratives :
- membre élu du Conseil de la documentation de l’Université Paris Science Lettre (2021-2026)[3],
- membre élu du Conseil d’administration de l’Université Paris Science Lettre (2020-2025)[4],
- membre du bureau de la même École universitaire de recherche (2020- )[5],
- membre du conseil de l’École universitaire de recherche TransLitterae (2018- ),
- membre élu de l’Executive Committee of the International Commission for History of Mathematics (2017-2021)[6],
- membre élu du Conseil d'administration de la Société française d'histoire des sciences et des techniques (2013–2020)[7].

En 2018 elle devient, avec Paul Egré, responsable pédagogique de parcours du Master de Philosophie de l’Université Paris Sciences Lettres.
En 2017 Michela Malpangotto est nommée rédactrice en chef des Archives internationales d’histoire des sciences, revue officielle de l’Académie internationale d’histoire des sciences.
Elle est également activement impliquée dans d’autres activités éditoriales promouvant l’histoire des sciences :
- Associate Editor de la revue SCIAMVS - Sources and Commentaries in the Exact Sciences (2018- )[10],
- membre du conseil scientifique de la Revue d’histoire des sciences (2017- )[11],
- membre du comité de rédaction de la Revue d’histoire des sciences (2012-2017),
- membre du Comité scientifique et du Comité éditorial de l'Edizione Nazionale de Francisci Maurolyci Opera Mathematica (2009- )[12].

## Domaines de spécialité
Michela Malpangotto travaille dans le domaine de l’histoire conceptuelle des sciences. Elle s’intéresse notamment à l’interaction entre mathématiques, astronomie et humanisme aux siècles XVe - XVIIe.
Cette approche pluridisciplinaire a permis à Michela Malpangotto de révéler une réalité historique qui s’écarte de l’image qu’il est d’usage d’avoir de la révolution scientifique et oblige à en revoir les catégories, notamment en ce qui concerne ses commencements. Ses études ont le mérite de remettre en cause bien des certitudes et des interprétations schématiques sur l’épistémé de cette période. Autrement dit, l’histoire de l’astronomie mais aussi l’histoire des sciences à la Renaissance s’en trouvent profondément bouleversées.
Ses travaux présentent des résultats originaux dans les domaines suivants :
- La réévaluation des mathématiques dès le XVe siècle : Regiomontanus son œuvre et son influence au XVIe siècle[13]
- L’humanisme mathématique et son rôle décisif dans les commencements de la révolution scientifique dès le XVe siècle[14]
- Les Theoricae novae planetarum de Georg Peurbach : la révolution astronomique un siècle avant Copernic[15]
- Le commentaire d’Albert de Brudzewo sur l’univers de Peurbach et son influence sur la pensée de Copernic[16]
- L’établissement de celle que Michela Malpangotto a nommé « astronomie pré-copérnicienne issue des Theoricae novae planetarum » (XVe-XVIIe s.)[17]
- L’astronomie après Copernic : le « cas » de Redento Baranzano[18]
- La transmission des œuvres anciennes de l’Antiquité au XVIIe siècle : géométrie et trigonométrie sphériques[19]
- La fonction des figures dans les œuvres de la géométrie sphérique[20]